# Saccheddu
Saccheddu è una frazione del comune di Sassari di 53 abitanti. 
È situata a ridosso della SP18 nel territorio fra Bancali e Campanedda ad un'altitudine di circa 60 m s.l.m.  La zona di Saccheddu è caratterizzata da un terreno argilloso e calcareo ed ha una flora composta principalmente da lentischio, mirto e palme. Le specie faunistiche più comuni sono la volpe, il coniglio e la lepre. Un'altra caratteristica della frazione è il territorio pianeggiante che permette la coltivazione di molteplici varietà di colture fra cui i vigneti.